# Streaming on demand
Streaming on demand är samlingsordet för onlinetjänster där man strömmar media i olika typer och format på begäran, och där mottagaren bestämmer innehållet och när. Mest känt idag är typen video on demand (VOD) där man möjliggör tittande av rörlig media i videoformat, såsom långfilmer, musikvideor etc.
Exempel på kända företag som erbjuder strömmande media "på begäran" är: Youtube, Spotify, Viasat, SF Anytime, CDON och SVT Play.